# Via Flamínia

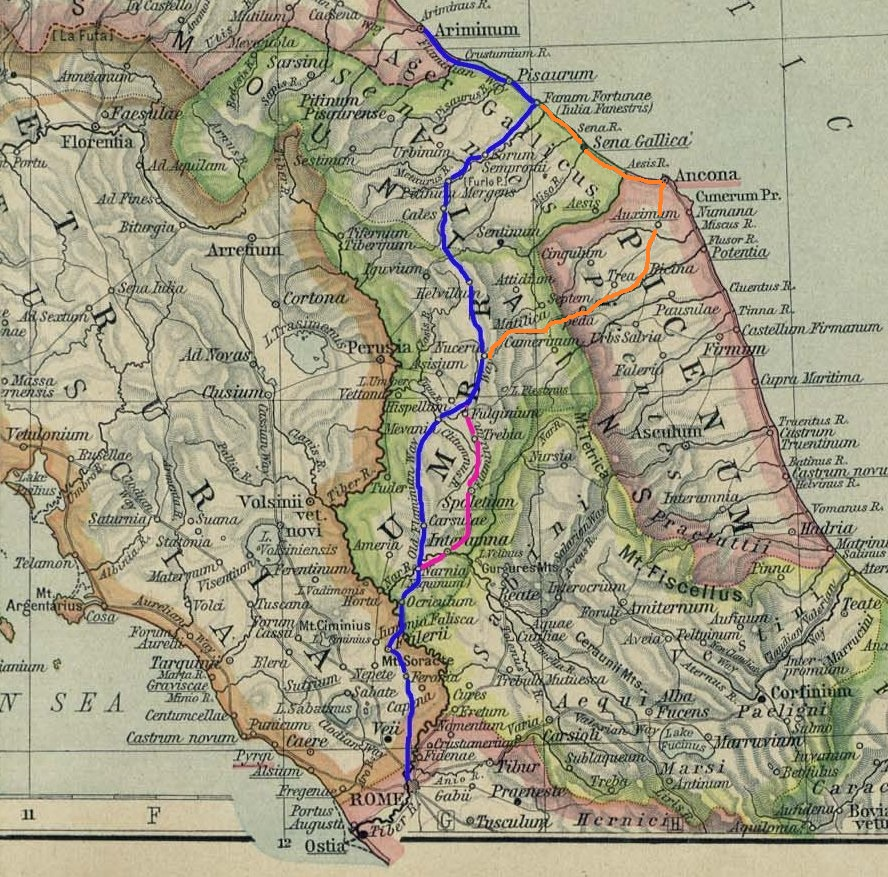
Trajeto da Via Flamínia

Via Flamínia (em latim: Via Flaminia) é uma antiga estrada romana que liga Roma a Arímino (moderna Rimini), na costa do mar Adriático, atravessando os montes Apeninos. Era uma das vias mais movimentadas da região e era muito utilizada pelos que viajavam entre Etrúria, Lácio e Campânia e o vale do Pó. Atualmente, a mesma via, ainda chamada pelo mesmo nome na maior parte do percurso, está ao lado ou abaixo da Strada Statale (SS) 3. O percurso começa em Roma, segue o vale do Tibre até o sopé das montanhas em Castello delle Formiche; dali, ela sobe até Gualdo Tadino e atravessa a cordilheira no passo Scheggia até Cagli. De lá, ela desce ao longo dos rios da encosta oriental entre os Apeninos toscano-emílios e os úmbrios até Fano, na costa, e dali segue para o norte até Rimini ao lado da autoestrada A1, terminando no imponente Arco de Augusto.
Esta rota, conveniente para os antigos romanos, é atualmente muito ruim por causa do pesado tráfego entre o norte da Itália e a capital. A Via Flamínia permanece uma estrada rural, ao passo que quase todo tráfego moderno segue por trem e por autoestradas que, através de dezenas de túneis, ligam Florença a Bolonha num trajeto muito mais curto e direto.

## História
A Via Flamínia foi construída por Caio Flamínio durante seu mandato como censor em 220 a.C.. As fontes antigas mencionam frequentes melhorias realizadas na via durante o período imperial. Augusto, quando determinou a restauração das estradas da Itália, uma tarefa para a qual ele encarregou vários senadores, mas reservando a Via Flamínia para si próprio. Todas as pontes no caminho foram reconstruídas, com exceção da Ponte Mílvia, através da qual a Via Flamínia atravessa o Tibre a cerca de três quilômetros ao norte de Roma (construída por Marco Emílio Escauro em 109 a.C.) e uma desconhecida "Ponte Minúcio" (em latim: Pons Minucius). Arcos triunfais foram construídos em homenagem ao imperador na Ponte Mílvia e em Arímino, este último ainda de pé no local. Vespasiano construiu um novo túnel através do passo de Intercisa (Furlo) em 77 e Trajano, como revelam inscrições, restaurou diversas destas pontes ao longo da estrada.
Na Idade Média, a Via Flamínia era conhecida como "Estrada de Ravena", pois ela levava diretamente à importante cidade de Ravena. Depois da queda do Exarcado de Ravena, ela caiu em desuso durante o período lombardo, mas foi parcialmente reconstruída durante o Renascimento e continuou sendo uma via de ligação estratégica militarmente desde a época de Napoleão até a Segunda Guerra Mundial. A SS 3, que segue seu percurso, permanece sendo como uma das principais estradas ligando Roma ao Adriático.
A importância da antiga Via Flamínia é dupla: durante o período da expansão romana nos séculos III e II a.C., ela se tornou, juntamente com a via marítima, mais barata, um eixo principal de transporte através do qual o trigo do vale do Pó chegava até Roma e a Itália central; durante o período do declínio romano, ela serviu como uma das principais estradas que levavam até o coração da Itália — ela foi capturada por Júlio César no começo da guerra civil e também por hordas bárbaras e generais bizantinos. Diversas grandes batalhas foram, por causa disso, travadas perto da Via Flamínia, como a Batalha de Sentino (perto de Sassoferrato). Na Alta Idade Média, a estrada, controlada pelo Império Bizantino, teve uma influência civilizatória importante e representava muito do que os historiadores chamam de "corredor bizantino".

## Trajeto original

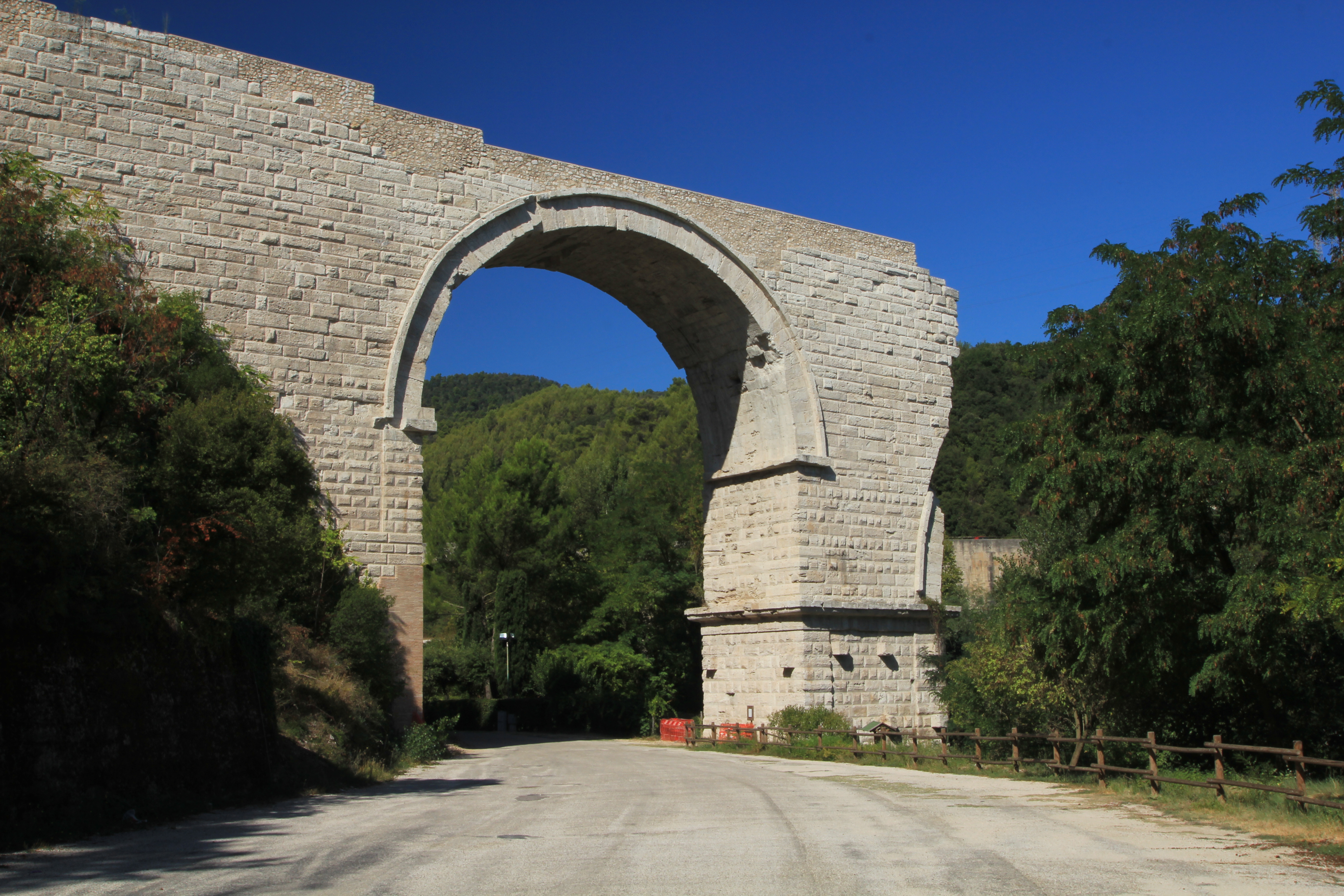
O único arco ainda em pé da grande Ponte de Augusto, a maior ponte romana conhecida, perto de Narni

A Via Flamínia começa na Porta del Popolo na Muralha Aureliana de Roma: a Via del Corso (Via Lata), que liga o Capitólio ao portão, pode ser considerada como um trecho urbano da Via Flamínia. Dali, ela segue para o norte, com restos consideráveis de seu pavimento original ainda preservado abaixo da via moderna, passando ligeiramente a leste da cidade etrusca de Falérios (Civita Castellana), atravessando o Tibre para entrar na Úmbria numa ponte da qual apenas uns poucos vestígios ainda podem ser vistos, a "Pile d'Augusto". A partir dali, ela segue até Ocrículo (Otricoli) e Nárnia (Narni), onde ela atravessa o rio Nera pela Ponte d'Augusto, a maior ponte romana já construída, da qual um dos quatro arcos ainda está de pé. A via continua, seguindo a princípio a estrada moderna até Casuento (San Gemini) atravessando duas pontes antigas bem preservadas através de Cársulas até chegar em Vico de Marte Tudércio (perto da moderna Massa Martana), depois Mevânia (Bevagna) e finalmente Fórum Flamínio (San Giovanni Profiamma). Posteriormente, uma rota mais longa de Nárnia até Fórum Flamínio passou a ser utilizada, aumentando a distância em 12 milhas romanas (18 quilômetros) e passando através de Interâmna Nars (Terni), Espolécio (Espoleto) e Fulgínio (Foligno) — a partir de onde um ramo seguia até Perúsia (Perúgia).
A partir de Fórum Flamínio, onde os dois trajetos se reuniam novamente, a Via Flamínia seguia até Nucéria Camelária (Nocera Umbra) — a partir de onde um ramo seguia até Septêmpeda e, dali, ou para Ancona ou para Tolentino e Urbe Sálvia (Urbisaglia) — e Hélvilo (um local incerto, provavelmente Sigillo, mas talvez Fossato di Vico) para atravessar a crista principal dos montes Apeninos; segundo um autor antigo, um templo de Júpiter Apenino ficava no cume do passo ou perto dele. A partir dali, a via descia até Cales (Cagli), onde virava para o nordeste seguindo os desfiladeiros criados pelo rio Burano.
O passo mais estreito era atravessado por meio de um túnel escavado na rocha: um primeiro túnel, aparentemente do século III a.C., foi substituído por um ao lado construído por Vespasiano cujo nome antigo, Intercisa, significa "escavado através". A moderna estrada de duas pistas, a SS 3 Flaminia, ainda utiliza o túnel de Vespasiano, agora com o nome de Gola del Furlo, e placa dedicatória de Vespasiano está in situ.
A Via Flamínia emerge dos desfiladores dos Apeninos em Fórum Semprônio (Fossombrone) e alcança a costa do Adriático em Fano Fortuna (Fano). Dali, ela segue para o noroeste atravessando Pisauro (Pésaro) até chegar em Arímino (Rimini). A distância total percorrida é de 210 milhas romanas (311 quilômetros) pelo trajeto mais antigo ou 222 milhas (329 quilômetros) pelo mais novo. Ela emprestou seu nome para um distrito judiciário da Itália já no século II, o antigo território dos gauleses sênones, que a princípio era associado com a Úmbria (que, de fato, na época de Augusto fez parte da sexta região da Itália chamada Úmbria e Campo Gálico), mas que, depois de Constantino, sempre foi administrado juntamente com Piceno.

## Restos

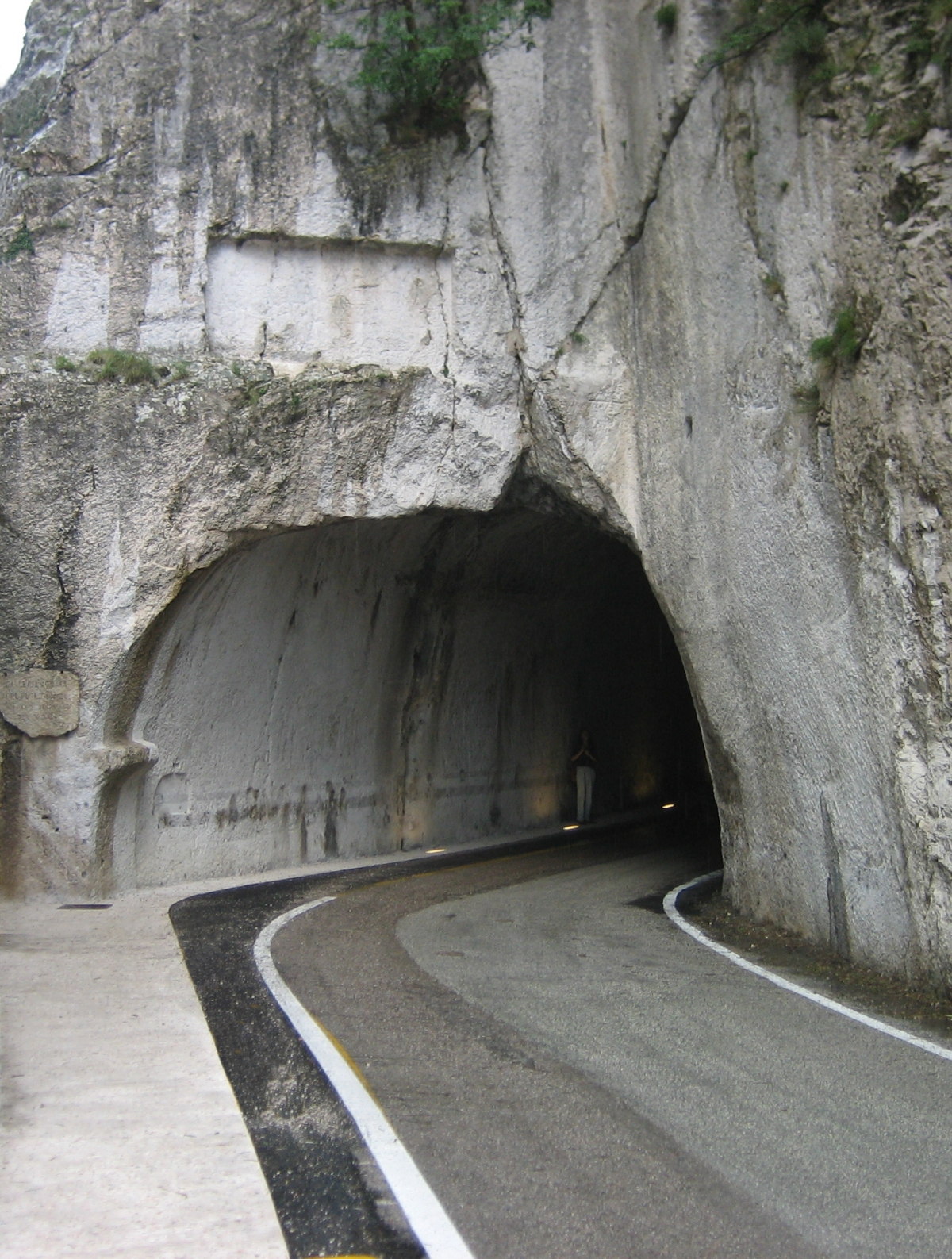
Saída norte da Gola de Furlo, o túnel construído por Vespasiano na Via Flamínia e ainda hoje em uso

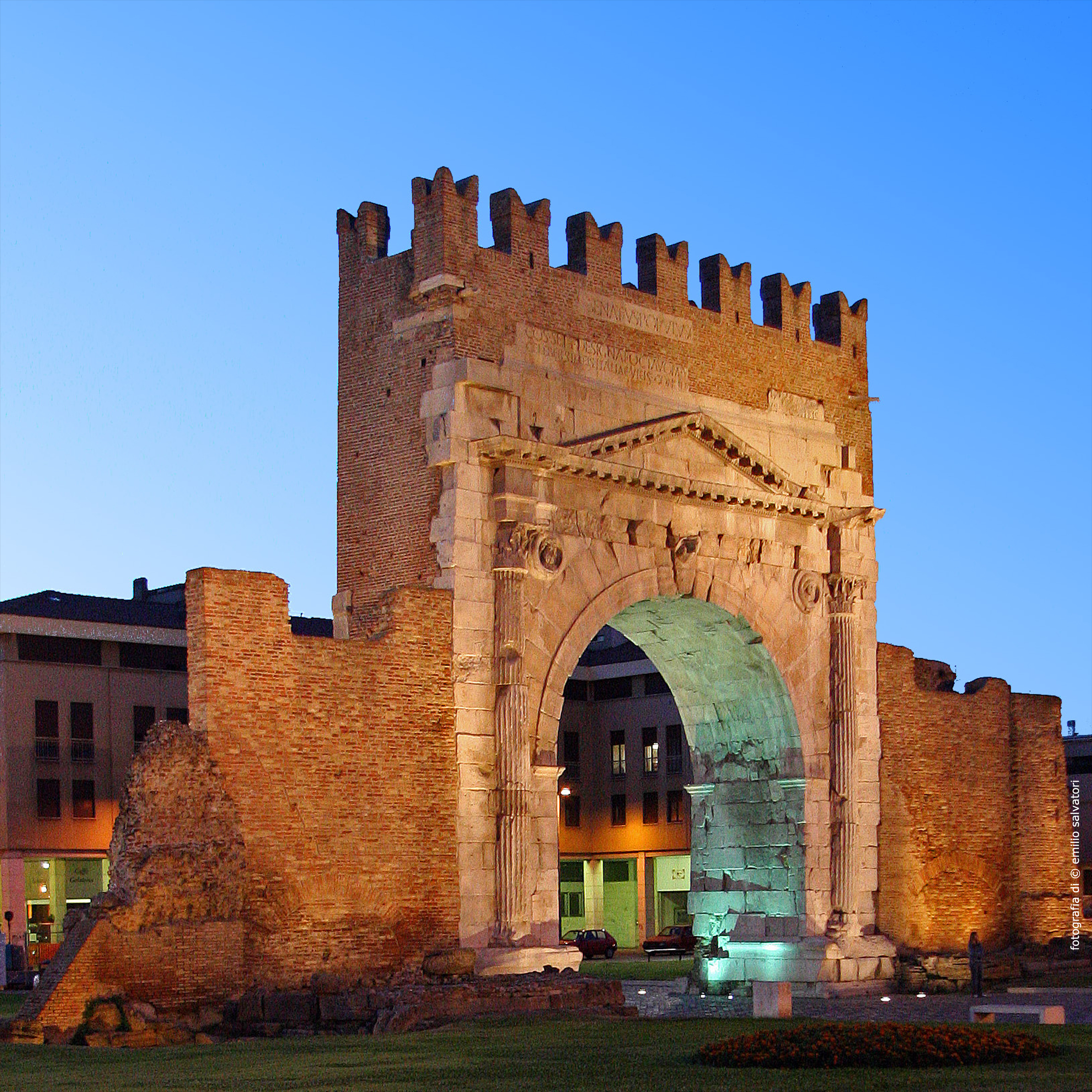
O Arco de Augusto de Rimini, que marca o fim da Via Flamínia

Os restos remanescentes da Via Flamínia consistem em raros trechos do pavimento original (o mais longo é um trecho intermitente de cerca de 800 metros em Rignano Flaminio no norte do Lácio) e pontes, listadas abaixo de acordo com o trajeto:
- De Roma a Narni:
  - Ponte Mílvia
  - Pile di Augusto
  - Ponte Sanguinaro, ao sul de Narni
  - Ponte de Augusto, a grande ponte em Narni
- Pela rota ocidental:
  - Ponte Caldaro, danificada na Segunda Guerra Mundial e perto de San Gemini
  - Ponte Calamone, perto de San Gemini
  - Ponte Fonnaia, perto de Acquasparta
  - Uma ponte perto de Acquasparta sobre a qual foi construída a igreja de San Giovanni de Butris
  - Ponte del Diavolo em Cavallara, perto de Bastardo
- Pela rota oriental:
  - Ponte Sanguinaro em Espoleto
  - Ruínas de uma ponte em Pontebari
- Depois de San Giovanni Profiamma:
  - Estrutura similar a uma ponte em Pieve Fanonica
  - Le Spugne perto de Nocera Umbra
  - Três pontes em Fossato di Vico (uma das quais, porém, pertence a um ramo da Via Flamínia, fora do caminho principal)
  - Ponte Spiano em Costacciaro
  - Uma imponente ponte em Villa Scirca, dinamitada durante a Segunda Guerra Mundial
  - Cinco pontes em Cantiano, perto de Pontedazzo e Pontericcioli
  - Ponte Málio (ou Mânlio) em Cagli, que parece ser, pelo menos em parte, uma obra pré-romana (úmbria)
  - Galeria no Passo de Furlo

Outros vestígios romanos notáveis ao longo da estrada, excetuando-se os localizados nas próprias cidades atravessadas por ela, incluem um par de túmulos em forma de torre entre Bevagna e Foligno. Na rota oriental, em particular, na áre entre Espoleto e Trevi, muitas pequenas igrejas românicas, construídas utilizando materiais de construção reaproveitados (spolia) — incluindo umas poucas inscrições — marcam a linha reta do trajeto da estrada claramente. Um pequeno trecho da estrada ainda existe em Cársulas, onde ela passa através do impressionante Arco de Trajano.

## Localização
| Planimetria do Campo de Marte central |
| --- |
| Termas de Nero Estádio de Domiciano Panteão Basílica de Netuno Termas de Agripa Estagno ? Odeão de Domiciano Ínsulas da época de Adriano Galpões militares? Galpões militares? Galpões militares? Septa Júlia Diribitório Pórtico dos Deuses Água Virgem Arco de Cláudio Pórtico de Vipsânia Quartel da I coorte dos vigiles Iseu Templo de Minerva Calcídica Altar de Marte Via Flamínia Via Flamínia Templo de Adriano Templo de Matídia Teatro de Pompeu Templos do Largo Argentina Pórtico de Minúcio Coluna de Marco Aurélio T. de M. Aurélio e Faustina (?) Arco de M. Aurélio (?) Coluna de Antonino Pio Ustrino de Faustina Maior Ustrino de Faustina Menor Via Reta Pórtico e Templo de Bom Evento Pórtico de Pompeu Arco Novo Pórtico de Meleagro Pórtico dos Argonautas Piazza della Rotonda Vila Pública |